# Bretton Woods II
Bretton Woods II è una espressione giornalistica che è stata usata per indicare o i significativi mutamenti macroeconomici avvenuti a inizio secolo, oppure l'organizzazione di un nuovo summit internazionale col compito di ridefinire la struttura finanziaria mondiale.
A seguito dell'inizio della Grande recessione nel settembre 2008, si decise di tenere un summit annuale del G20 con tutti i capi di Stato e di governo.

## Descrizione
Il termine fa riferimento alla Conferenza di Bretton Woods, che si tenne nell'omonima cittadina del New Hampshire tra il 1º e il 22 luglio 1944, nel corso della quale venne definita l'impostazione economica mondiale e in particolare il sistema di gestione degli scambi monetari entrato in vigore alla fine della Seconda guerra mondiale: in particolare veniva stabilito un cambio di 35$ per ogni oncia d'oro, così come anche i cambi tra l'oro e le altre valute (per l'Italia circa 620 Lire per ogni dollaro). Tale sistema durò di fatto fino all'agosto 1971, quando Nixon annunciò la fine della convertibilità del dollaro in oro.

## Uso dell'espressione

### Inizio XXI secolo
"Bretton Woods II" è un'espressione usata in modo informale per indicare il sistema di relazioni valutarie che si è sviluppato a partire dall'inizio del secolo. L'economista politico Daniel Drezner ne ha dato la seguente descrizione: "Con questo sistema gli Stati Uniti hanno sviluppato un massiccio deficit di bilancio che ha costituito la base della crescita degli altri paesi grazie alle esportazioni. Per finanziare tale deficit le banche centrali dei singoli stati americani, in particolare di quelli che si affacciano sul Pacifico, stanno acquistando grossi quantitativi di dollari e di asset scambiati in dollari".
Il concetto della "ripresa del sistema Bretton Woods" è stata introdotta nel 2003 da un articolo di Michael P. Dooley, David Folkerts-Landau e Peter Garber, nel quale viene descritto il progressivo riaffermarsi di tale meccanismo dopo la fine della Guerra fredda. In questo percorso, un nuovo insieme di accordi economici internazionali si fa determinante principalmente a causa della scelta di paesi, principalmente in Asia, di applicare la stessa strategia periferica di Europa e Giappone nel secondo dopoguerra, svalutando la propria moneta, gestendo una discreta quantità di interventi nell'ambito del commercio estero, imponendo controlli, accumulando riserve e incoraggiando una crescita trainata dalle esportazioni grazie all'invio di beni verso i competitivi paesi centrali.
Nel 2005 Roubini e Setser argomentarono che il sistema in vigore è insostenibile:
"Se gli Stati Uniti non prenderanno iniziative per ridurre il loro bisogno di finanziamenti esterni, prima che questo processo esaurisca la disponibilità delle banche centrali a continuare ad accumulare riserve in dollari – e se il resto del mondo non prenderà provvedimenti per sostenere la propria crescita riducendo la sua dipendenza da un'espansione insostenibile della domanda interna statunitense – il rischio di un capitombolo degli Stati Uniti e dell'economia globale continuerà a crescere. Gli aspetti fondamentali di questa caduta sono facili da immaginare: una ripida discesa del valore del dollaro statunitense, un rapido aumento dei tassi di interesse a lungo termine e un forte calo del prezzo di un ventaglio di asset di rischio tra i quali il settore azionario e quello immobiliare. L'assestamento dei prezzi di tali asset porterebbe poi a un significativo rallentamento negli Stati Uniti, mentre la caduta delle importazioni negli Usa correlata al rallentamento americano assieme alla caduta del dollaro porterebbero a un significativo rallentamento globale, se non addirittura a un'immediata recessione."

### Con la Grande recessione: il G20 del 2008
In seguito all'annuncio del fallimento della Lehman Brothers nel settembre 2008 e all'inizio della Grande recessione, nelle settimane immediatamente successive si sviluppò l'intenzione a livello politico e pubblico di voler creare una "Bretton Woods II" al fine di ridefinire il sistema economico e monetario internazionale.
Gli incontri e i summit internazionali per definire tutto ciò venivano auspicato già entro novembre 2008, con allusione al G-20 che si tenne a Washington in quel periodo.
La richiesta di una nuova Bretton Woods è stata espressa già il 25 settembre 2008, quando il presidente francese Nicolas Sarkozy, anche presidente in carica dell'Unione europea, ha detto: "Bisogna ricostruire tutto il sistema finanziario e monetario mondiale dalla base così come si è fatto dopo la Seconda guerra mondiale a Bretton Woods".
Il 13 ottobre 2008 il primo ministro inglese Gordon Brown ha detto che i capi dei governi del mondo devono incontrarsi per mettersi d'accordo per creare un nuovo sistema economico: "Sto facendo girare un documento oggi tra i colleghi europei su quello che io considero le maggiori riforme, qualcosa che potremmo chiamare una 'nuova Bretton Woods', che è urgente per poter ripristinare la fiducia nel sistema mentre affrontiamo le aree che si sono trovate più esposte nelle ultime settimane".
Il risultato fu l'inaugurazione del primo grande summit del G20 il 15 novembre 2008 a Washington.